# 貞元 (唐朝)

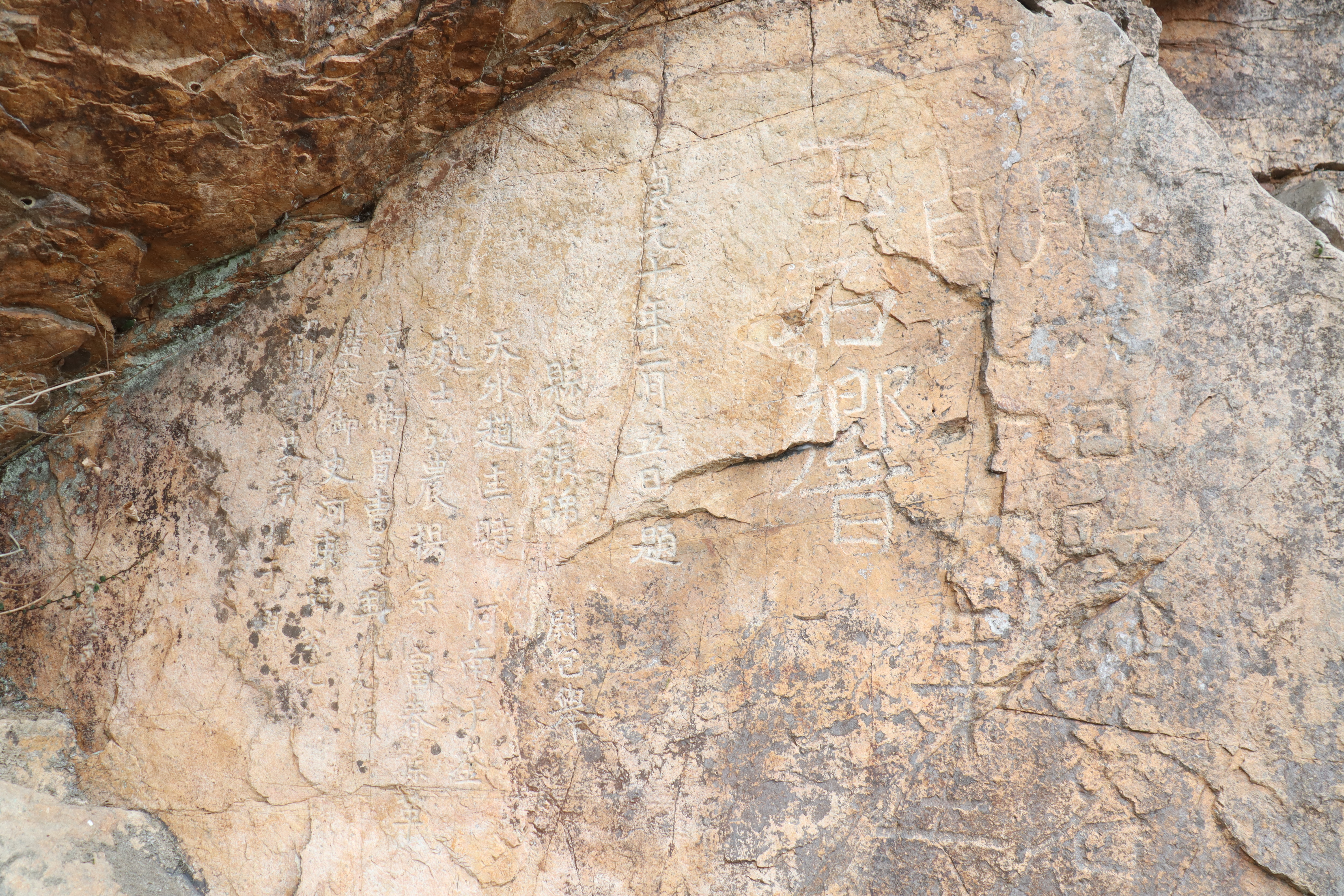
貞元十年、十六年時的摩崖題名。在湖州市德清縣花石開村。

貞元（785年正月—805年八月）是唐德宗的第三個年號，共计21年。唐德宗最初擬定的年號是「元慶」和「天元」，後採用宰相李泌的建言，從唐太宗年號貞觀和唐玄宗年號開元各取一字合二為一，成為新年號「貞元」。

## 改元
- 興元二年——正月一日，改元貞元元年。[4][5][6]
- 貞元二十一年——正月二十三日，唐德宗去世；二十六日，唐順宗繼位。八月五日，改元永貞元年。[7][8][9]

## 逝世
貞元元年
- 顏真卿，中國著名書法家與楷書四大家之一，其楷書風格稱為顏體。784年，李希烈叛亂。帝遣魯公前往勸降，不果。于785年在蔡州龍興寺的柏樹下被李的叛將縊殺。

貞元二十一年
- 唐德宗

## 紀年
| 貞元 | 元年     | 二年   | 三年   | 四年   | 五年   | 六年   | 七年   | 八年   | 九年   | 十年   |
| ---- | -------- | ------ | ------ | ------ | ------ | ------ | ------ | ------ | ------ | ------ |
| 公元 | 785年    | 786年  | 787年  | 788年  | 789年  | 790年  | 791年  | 792年  | 793年  | 794年  |
| 干支 | 乙丑     | 丙寅   | 丁卯   | 戊辰   | 己巳   | 庚午   | 辛未   | 壬申   | 癸酉   | 甲戌   |
| 貞元 | 十一年   | 十二年 | 十三年 | 十四年 | 十五年 | 十六年 | 十七年 | 十八年 | 十九年 | 二十年 |
| 公元 | 795年    | 796年  | 797年  | 798年  | 799年  | 800年  | 801年  | 802年  | 803年  | 804年  |
| 干支 | 乙亥     | 丙子   | 丁丑   | 戊寅   | 己卯   | 庚辰   | 辛巳   | 壬午   | 癸未   | 甲申   |
| 貞元 | 二十一年 |        |        |        |        |        |        |        |        |        |
| 公元 | 805年    |        |        |        |        |        |        |        |        |        |
| 干支 | 乙酉     |        |        |        |        |        |        |        |        |        |

## 同期存在的其他政权年号
- 中國
  - 武成（784年－786年）：唐朝時期—領袖李希烈之年號
  - 大興（738年－794年）：渤海—渤海文王大欽茂之年號
  - 中興（794年）：渤海—渤海成王大華璵之年號
  - 正曆（795年－809年）：渤海—渤海康王大嵩璘之年號
  - 上元（784年－808年）：南詔—異牟尋之年號
- 日本
  - 延曆（782年－806年）：奈良時代、平安時代—桓武天皇之年號

## 參看
- 中國年號索引
- 其他使用貞元年號的政權

## 引用來源
1. ↑  李崇智，《中國歷代年號考》，第103頁。
2. ↑  梁章鉅《浪跡三談》卷二〈元慶〉：唐德宗初擬改年「元慶」，後用李泌之言，改貞元，合貞觀、開元之名，以取法二祖，見《玉海》。〈天元〉：唐德宗初擬改年「天元」，後不用。案《玉海》云，「天元」為周號，而李泌議之。其實周宣帝自稱天元皇帝，非年號也。
3. ↑  劉新方，《「周易」與唐代帝王年號關係考》，洛陽理工學院學報（社會科學版）第24卷第6期，洛陽理工學院，第27頁。
4. ↑  劉昫.  . 维基文库.「貞元元年正月丁酉朔，御含元殿受朝賀，禮畢，宣制大赦天下，改元貞元。」
5. ↑  歐陽脩.  . 维基文库.「貞元元年正月丁酉，大赦，改元。」
6. ↑  司馬光.  . 维基文库.「貞元元年　春，正月，丁酉朔，赦天下，改元。」
7. ↑  劉昫.  . 维基文库.「貞元二十一年正月癸巳，德宗崩，丙申，即位於太極殿。……辛丑，誥：『……宜改貞元二十一年為永貞元年。自貞元二十一年八月五日已前，天下死罪降從流，流以下遞減一等。』」
8. ↑  歐陽脩.  . 维基文库.「〔貞元〕癸巳，德宗崩。丙申，即皇帝位于太極殿。……永貞元年八月庚子，立皇太子為皇帝，自稱曰太上皇。辛丑，改元。」
9. ↑  司馬光.  . 维基文库.「〔永貞元年正月〕癸巳，德宗崩；……丙申，即皇帝位於太極殿。……〔八月〕辛丑，太上皇徙居興慶宮，誥改元永貞，立良娣王氏為太上皇后。」